# You're Lookin' at Country
| Recensione | Giudizio |
| ---------- | -------- |
| AllMusic   | [ 1 ]    |

You're Lookin' at Country è un album discografico della cantante country statunitense Loretta Lynn, pubblicato dalla casa discografica Decca Records nell'ottobre del 1971.

## Tracce

### LP
Lato A
1. You're Lookin' at Country – 2:15 (Loretta Lynn) – Registrato il 25 novembre 1970 al Bradley's Barn di Mount Juliet, Tennessee
2. Love Whatcha Got at Home – 2:11 (Peggy Sue Wells, Loretta Lynn) – Registrato il 3 ottobre 1969 al Bradley's Barn di Mount Juliet, Tennessee
3. Take Me Home, Country Roads – 2:14 (John Denver, Bill Danoff, Taffy Nivert) – Registrato il 19 luglio 1971 al Bradley's Barn di Mount Juliet, Tennessee
4. Kinfolks Holler – 2:10 (Venda Holliday) – Registrato il 3 agosto 1971 al Bradley's Barn di Mount Juliet, Tennessee
5. Close My Eyes – 2:18 (Loretta Lynn) – Registrato l'8 dicembre 1969 al Bradley's Barn di Mount Juliet, Tennessee
6. Indian Lake – 2:44 (Tony Romeo) – Registrato il 19 luglio 1971 al Bradley's Barn di Mount Juliet, Tennessee

Lato B
1. I'd Rather Be Sorry – 2:48 (Kris Kristofferson) – Registrato il 19 luglio 1971 al Bradley's Barn di Mount Juliet, Tennessee
2. From Now On – 2:16 (Loretta Lynn) – Registrato l'8 dicembre 1969 al Bradley's Barn di Mount Juliet, Tennessee
3. You Can't Hold on to Love – 2:35 (Glenn Johnson) – Registrato il 14 maggio 1969 al Bradley's Barn di Mount Juliet, Tennessee
4. Country Girl (Just Home from Town) – 2:15 (Venda Holliday) – Registrato il 3 agosto 1971 al Bradley's Barn di Mount Juliet, Tennessee
5. I Burn't the Little Roadside Tavern Down – 2:14 (Bill Howard) – Registrato il 3 ottobre 1969 al Bradley's Barn di Mount Juliet, Tennessee[3]

## Musicisti
You're Lookin' at Country
- Loretta Lynn - voce
- Ray Edenton - chitarra acustica
- Dale Sellars - chitarra
- Hal Rugg - chitarra steel
- Hargus Robbins - piano
- Harold Bradley - basso elettrico
- Junior Huskey - contrabbasso
- Buddy Harman - batteria
- The Jordanaires (gruppo vocale) - accompagnamento vocale-cori
- Owen Bradley - produttore

Love Whatcha Got at Home / I Burn't the Little Roadside Tavern Down
- Loretta Lynn - voce
- Grady Martin - chitarra elettrica solista
- Ray Edenton - chitarra acustica
- Hal Rugg - chitarra steel
- Hargus Robbins - piano
- Harold Bradley - basso elettrico
- Bob Moore - contrabbasso
- The Jordanaires (gruppo vocale) - accompagnamento vocale-cori
- Owen Bradley - produttore

Take Me Home, Country Roads / Indian Lake / I'd Rather Be Sorry
- Loretta Lynn - voce
- Grady Martin - chitarra
- Pete Wade - chitarra
- Ray Edenton - chitarra
- Hal Rugg - chitarra steel
- Johnny Gimble - fiddle
- Hargus Robbins - piano
- Charlie McCoy - armonica
- Harold Bradley - basso elettrico
- Bob Moore - contrabbasso
- Buddy Harman - batteria
- The Jordanaires (gruppo vocale) - accompagnamento vocale-cori
- Owen Bradley - produttore

Kinfolks Holler / Country Girl (Just Home from Town)
- Loretta Lynn - voce
- Grady Martin - chitarra
- Dave Thornhill - chitarra
- Ray Edenton - chitarra
- Hal Rugg - chitarra steel
- Hargus Robbins - piano
- Harold Bradley - basso elettrico
- Bob Moore - contrabbasso
- Buddy Harman - batteria
- The Jordanaires (gruppo vocale) - accompagnamento vocale-cori
- Owen Bradley - produttore

Close My Eyes / From Now On
- Loretta Lynn - voce
- Grady Martin - chitarra elettrica solista
- Jerry Shook - chitarra
- Pete Wade - chitarra elettrica
- Hal Rugg - chitarra steel
- Hargus Robbins - piano
- Harold Bradley - basso elettrico
- Junior Huskey - contrabbasso
- Buddy Harman - batteria
- The Jordanaires (gruppo vocale) - accompagnamento vocale-cori
- Owen Bradley - produttore

You Can't Hold on to Love
- Loretta Lynn - voce
- Grady Martin - chitarra
- Ray Edenton - chitarra
- Pete Wade - chitarra
- Hal Rugg - chitarra steel
- Hargus Robbins - piano
- Junior Huskey - contrabbasso
- Buddy Harman - batteria
- Owen Bradley - produttore[3]

Note aggiuntive
- Teddy Wilburn - note retrocopertina album[4]

## Classifica
Album
| Anno | Classifica         | Posizione raggiunta |
| ---- | ------------------ | ------------------- |
| 1971 | Top Country Albums | 7                   |

Singoli
| Anno | Titolo del brano          | Classifica        | Posizione raggiunta |
| ---- | ------------------------- | ----------------- | ------------------- |
| 1971 | You're Lookin' at Country | Hot Country Songs | 5                   |